# ハイデ (曲)
「ハイデ」は、MUCCの楽曲で、34枚目のシングル。2016年6月15日、ソニー・ミュージックアソシエイテッドレコーズから発売された。

## 概要
- 「故に、摩天楼」以来1年9か月ぶりのCDシングル。
- 「フリージア」以来となるL'Arc〜en〜CielのKenプロデュース作品。
- 初回限定盤のDVDには、各メンバーのパートの音量を上げたミックスのJOKERのライブ映像が収録されている。

## 収録曲
1. ハイデ
作詞：逹瑯 作曲：ミヤ
  - バンドの原点のフォークソングを意識した曲。ダンスミュージック的な構成の曲を生音で演奏している。[1]
2. KILLEЯ
作詞：逹瑯 作曲：ミヤ
  - ミニアルバム「T.R.E.N.D.Y. -Paradise from 1997-」収録のD・f・D (Dreamer from Darkness)の流れを汲んだ展開の多い曲。最初はアニメ用にプレゼンしていたシンプルな曲だったが、徐々に組曲的展開を足して現在の形になった。
3. JOKER
作詞・作曲：ミヤ
  - AKi (シド)との合同ホールツアー『M.A.D』で先行披露されていた。ミヤ曰く「演出の一環でこういう曲が欲しく、ツアーでやるために作った」。
4. 悲しみとDANCEを
作詞・作曲：ミヤ
  - もともとメロコア的だったが、常総市の復興支援のイベントを経て歌詞をタイトルの"悲しみと寄り添う"、"現実と寄り添う"ニュアンスを取り入れたものに変更した。
5. ハイデ -Original Karaoke-

### DVD (初回生産限定盤)
JOKER from M.A.D
1. Tatsuro JOKER (Tatsuro angle view original mix)
2. Tatsuro JOKER (Tatsuro angle view 迫り来る逹瑯 mix)
3. Miya JOKER (Miya angle view original mix)
4. Miya JOKER (Miya angle view 迫り来るミヤ mix)
5. YUKKE JOKER (YUKKE angle view original mix)
6. YUKKE JOKER (YUKKE angle view 迫り来るYUKKE mix)
7. SATOchi JOKER (SATOchi angle view original mix)
8. SATOchi JOKER (SATOchi angle view 迫り来るSATOち mix)

## カバー
ハイデ
- ROACH - 2017年11月22日発売の『TRIBUTE OF MUCC -縁[en]-』に収録。